# Dendrocopos analis
Il picchio pettolentigginoso (Dendrocopos analis (Bonaparte, 1850)) è un uccello piciforme della famiglia dei Picidi.

## Descrizione

### Dimensioni
Misura 16-18 cm di lunghezza.

### Aspetto
La specie è caratterizzata dall'aspetto «a gradini» del dorso, a causa della serie di barre bianche su sfondo nero, meno nitide sulla mantellina. Le regioni inferiori presentano una colorazione crema o camoscio, con numerose macchioline nere («lentiggini») sul petto, che talvolta formano una sorta di collare. Il codrione è rosa o rosso. Le ali sono nere, e le copritrici del sopra-coda e la coda stessa sono pesantemente barrate di bianco. La faccia e il collo sono bianchi e le copritrici auricolari sono grigiastre, talvolta striate di marroncino. La nuca è nera. Un mustacchio nero si estende fino ai lati del collo. L'iride è rossastra e intorno all'occhio vi è un anello orbitale grigio. Il becco e le zampe sono grigi. I due sessi differiscono tra loro: il maschio ha il vertice e la fronte di colore rosso scuro, spesso striati di grigio o di nero; la femmina, invece, ha la sommità del capo nerastra, ma ha ali e coda più lunghe, sebbene questa caratteristica sia difficile da rilevare sul campo. I giovani hanno il piumaggio più chiaro e la macchia rosso-rosa sul sotto-coda di dimensioni ridotte; inoltre, in entrambi i sessi il vertice è rosso, ma nei maschi la zona di questo colore è più cospicua.

### Voce
Il richiamo è costituito da una serie di note lentamente ripetute, degli acuti tsik o chik o dei più deboli tsip o chip, che talvolta si sviluppano in un breve trillo. Altri richiami sono uno staccato bisillabico chu-ik e un più breve kui, un forte chiacchiericcio kut-kut-kut crescente d'intensità e una rapida serie di note pik o pit, ripetute fino a dodici volte, che inizia o termina con una singola nota separata. Il tambureggiamento è piuttosto debole ed è costituito da una o due rullate.

## Biologia

### Alimentazione
La dieta è costituita prevalentemente da invertebrati, specialmente formiche e termiti, e viene integrata con frutta e bacche. Generalmente il picchio pettolentigginoso va in cerca di cibo sugli strati medi e superiori degli alberi.

### Riproduzione
La stagione della nidificazione varia in base alla distribuzione geografica: va da dicembre a marzo, o meno di frequente a giugno, nel Sud-est asiatico, da gennaio a marzo nelle Andamane e da aprile a ottobre, o raramente a gennaio, a Giava. Le uova vengono deposte nella cavità di un albero.

## Distribuzione e habitat
Abita in foreste aride aperte, foreste secondarie, terreni coltivati alberati, piantagioni, parchi, giardini, formazioni di mangrovie e boscaglie costiere.
Originario del Sud-est asiatico, è diffuso in Myanmar, Indocina, Thailandia, nella parte meridionale di Sumatra, a Giava, Bali e nelle isole Andamane. Specie stanziale e sedentaria, si incontra dal livello del mare fino a circa 2000 m di altitudine.

## Tassonomia
Ne vengono riconosciute tre sottospecie:
- D. a. longipennis Hesse, 1912, diffusa nel Myanmar meridionale, nella Thailandia nord-occidentale, occidentale e centrale, nel Laos centrale, in Cambogia e nel Vietnam centrale e meridionale (Annam meridionale e Cocincina); presenta regioni inferiori di colore camoscio chiaro con disegni ben evidenti, sottili barrature sulle ali, codrione e copritrici sotto-caudali di colore rossastro, e penne centrali della coda prive o quasi di bianco;

- D. a. andamanensis (Blyth, 1859), la sottospecie di minori dimensioni, presente esclusivamente sulle isole Andamane; ha coda lunga, becco di colore più chiaro, grandi macchie nere sul petto (talvolta anche a forma di cuore piuttosto che di semplici punti), codrione rossastro, striature ben evidenti su ventre e fianchi, vertice e nuca rossi nei maschi e vertice marrone nelle femmine; di abitudini più strettamente forestali dei cugini del continente, potrebbe trattarsi anche di una specie separata;

- D. a. analis (Bonaparte, 1850), la sottospecie nominale, diffusa nelle regioni meridionali dell'isola di Sumatra, a Giava e a Bali; ha codrione rosa, nuca nera e petto fortemente macchiato.

In passato tutte e tre le forme venivano trattate come sottospecie orientali del picchio pettofulvo (Dendrocopos macei).

## Conservazione
Specie localmente comune ma poco conosciuta, il picchio pettomacchiato viene classificato come «specie a rischio minimo» (Least Concern) dalla IUCN.